# Lion Man
Lion Man est un super-héros tarzanide créé par George J. Evans Jr et son frère Orrin C. Evans, apparaissant dans All-Negro Comics en juin 1947. Dans une interview, George J. Evans Jr. explique que « Cela n'avait jamais été fait auparavant. Lion Man était le roi noir de la jungle ». Les héros du All-Negro Comics ont eu un impact sur la communauté afro-américaine et ont pour objectif de faire évoluer les mentalités.

## Biographie fictive
Lion Man est un afro-américain éduqué qui travaille sous les ordres des Nations unies. Il est envoyé en Afrique pour veiller sur un gisement d'uranium. Il est vêtu d'un costume traditionnel zoulou et adopte un jeune orphelin espiègle Bubba. Ce dernier est son faire-valoir. Ensemble, ils affrontent le Docteur Blut Sangro et son guide, Brossed.